# Acacia victoriae
Acacia victoriae — вид квіткових рослин з родини бобових. Ареал: Австралія (Новий Південний Уельс, Північна територія, Південна Австралія, Вікторія, Західна Австралія, Квінсленд).

## Середовище
Цей вид зустрічається в різноманітних ґрунтах та середовищах існування. Часто він зустрічається на родючих алювіальних рівнинах, періодичних водотоках та заплавних зонах, а також на тимчасових прісноводних болотах, глинистих минах та безпосередніх околицях, але також трапляється на піщаних рівнинах та низьких піщаних підвищеннях, дюнних полях, червоноземних рівнинах з переважанням мульги, рівнинах, багатих на марихуану, кам'янистих або гравійних пагорбах або підвищеннях, що складаються з основних порід.

## Біоморфологічна характеристика
Це кущ або невелике дерево заввишки 2–5, іноді до 9 метрів. Квітки кремово-білі/жовто-зелені, цвітіння відбувається з червня по жовтень. Рослина може легко відновлюватися з пагонів та утворювати зарості. Це дуже мінливий вид, який відрізняється від інших видів акацій комбінацією ознак, ключовими з яких є філодії з одною головною жилкою, бліді кулясті голови, наявність принаймні кількох колючих прилистків.

## Використання
Цей вид використовували для їжі (зелені стручки, зріле насіння, камедь), для виготовлення списів, зброї, знарядь праці, дров, отрут для риби та пасток, тіні та укриття. Цей вид корисний як харчова добавка для худоби під час посухи. Крім того, він може бути корисним як низький вітрозахисний бар'єр та для стабілізації ґрунту в посушливих районах, особливо тому, що він може легко відновлюватися з пагонів та іноді утворює зарості.